# Сурамські електровози

С10-03 — один з перших представників сімейства

Сурамскі електровози або електровози сурамського типу — «сімейство» вантажних і вантажопасажирських електровозів постійного струму. Проектувалися і будувалися на замовлення СРСР спеціально для роботи на Сурамському перевалі (ділянка Хашурі—Зестафоні Закавказької залізниці). Електровози даного сімейства випускали впродовж 23 років.

## Конструкція
Основна відмінність всіх електровозів сурамського типу — це наявність перехідних площадок на кінцях кузова. На той час це було обов'язковою вимогою для всіх електровозів які працювали по системі багатьох одиниць. Екіпажна частина локомотива складається з двох зчленованих трьохвісних візків (осьова формула 0-30 + 0-30-0). Кузов вагонного типу з несучою головною рамою. Ресорне підвішування виконано переважно на листових ресорах. Підвішування тягового електродвигуна — опорно-вісьове.